# Pandowo Harjo
Pandowo Harjo is een bestuurslaag in het regentschap Sleman van de provincie Jogjakarta, Indonesië. Pandowo Harjo telt 10.766 inwoners (volkstelling 2010).